# FC Zhenis
El FC Zhenis es un club de fútbol de Kazajistán de la ciudad de Astaná. Fue fundado en 1946 y jugaba en la Super Liga de Kazajistán hasta 2008 cuando el equipo, al declararse en quiebra, fue relegado a divisiones inferiores. Actualmente juega en la Super Liga de Kazajistán.

## Historia
- 1964: fundado como Dinamo Tselinograd
- 1975: renombrado Tselinnik Tselinograd
- 1994: renombrado Tsesna Akmola
- 1996: renombrado Tselinnik Akmola
- 1997: renombrado FC Astana
- 1999: renombrado Zhenis Astana
- 2006: renombrado FC Astana
- 2009: renombrado FC Namys Astana
- 2010: renombrado FC Astana-1964
- 2021: renombrado FC Zhenis

### Crisis económica y desaparición (2008-2015)
En el año 2008 tras numerosos problemas económicos, el Astana-64 es relegado a la primera liga del país (segunda división) dándole el cupo sobrante al recién fundado FC Astana. Tras esto el club intentaría volver varias veces siendo protagonista de la liga, pero sin resultados.
A inicios de 2015 el Astana-64 es declarado en quiebra y desafiliado de la liga de fútbol profesional junto con el FC Sunkar dando fin polémico a uno de los clubes con más historia en Kazajistán.
Actualmente, un grupo de hinchas refundó el club, el cual compite en las Liga Premier de Kazajistán.

## Estadio

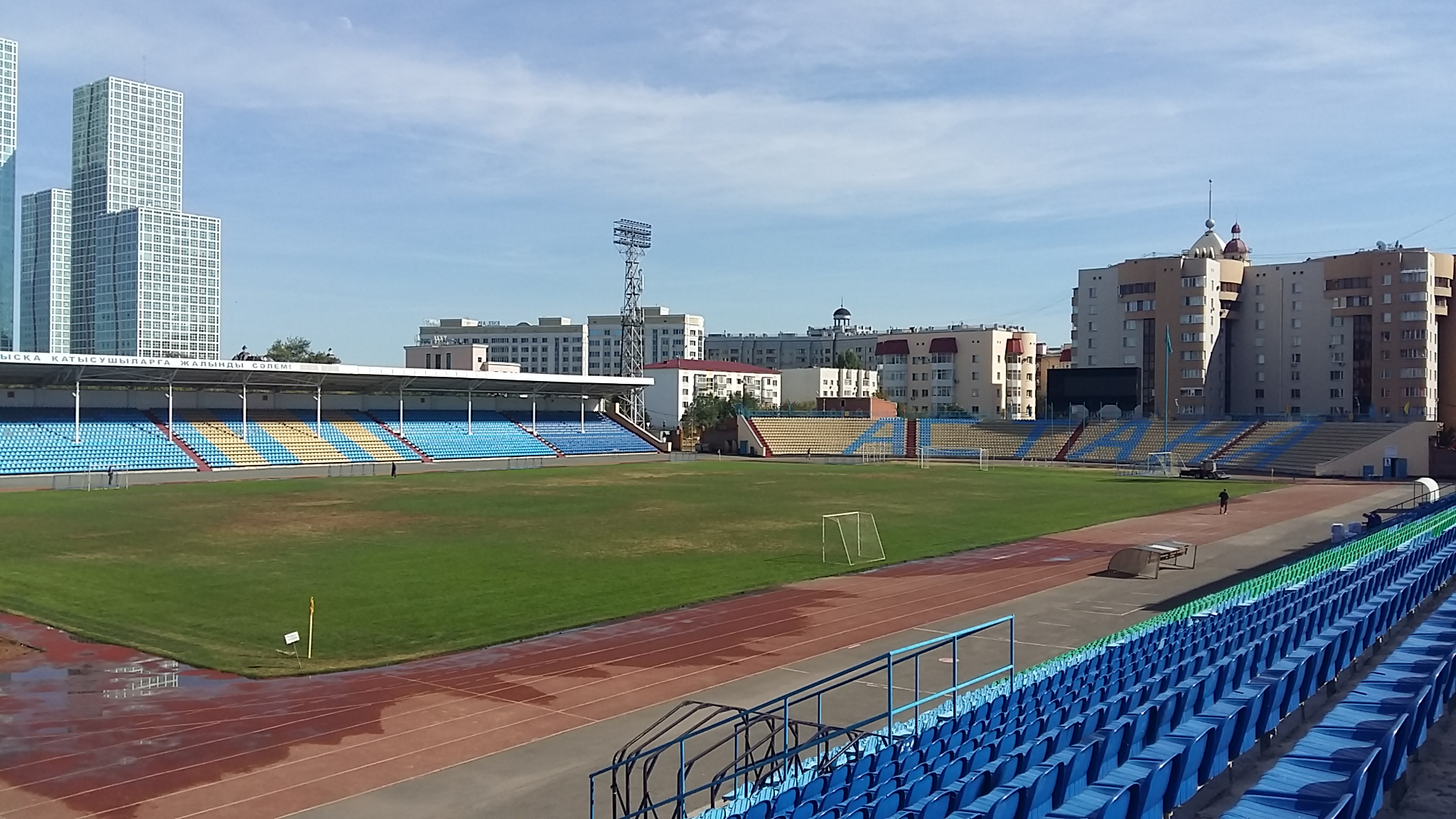
Estadio Kazhymukan Munaitpasov (Astana).

## Palmarés

### Torneos nacionales
- Super Liga de Kazajistán (3): 2000, 2001, 2006
- Copa de Kazajistán (3): 2001, 2002, 2005

## Participación en competiciones de la UEFA
| Temporada | Torneo                | Ronda            | Club                | Marcador     |
| --------- | --------------------- | ---------------- | ------------------- | ------------ |
| 2002/03   | UEFA Champions League | Clasificatoria 2 | FC Sheriff Tiraspol | 1-2, 3-2 (a) |
| 2003/04   | Copa UEFA             | Preliminar       | FK Viktoria Žižkov  | 0-3, 1-3     |
| 2007/08   | UEFA Champions League | Clasificatoria 1 | FC Olimpi Rustavi   | 0-0, 3-0     |
| 2007/08   | UEFA Champions League | Clasificatoria 2 | Rosenborg BK        | 1-3, 1-7     |

 Nota: En Negrita los partidos de local

## Entrenadores destacados
- Anatoli Polosin (1979-1980)
- Bauyrzhan Baimukhammedov (1993-1994)
- Vladimir Dergach (2002)
- Aleksandr Irkhin (2003)
- Klaus Stärk (2004)
- Aleksandr Zavarov (2004)
- Vladimir Mukhanov (2005)
- Arno Pijpers (2006)
- Aleksandr Irkhin (2007-2008)
- Vakhid Masudov (2014)

## Jugadores

### Jugadores destacados
| - Boris Ignatyev - Yuri Aksenov - Ulyqbek Asanbayev - Igor Avdeyev - Maksim Azovskiy - Yegor Azovskiy - Sergey Boychenko - Dmitriy Byakov - Anton Chichulin - Askhat Kadyrkulov - Dias Kamelov - Nikita Khokhlov - Oleg Kornienko - Sergei Kozyulin - Aleksandr Kuchma - Zhambyl Kukeyev - Aidar Kumisbekov - Olegme Pecoro - David Loria - Oleg Lotov - Evgeniy Lovchev - Dmitriy Lyapkin - Nurken Mazbaev - Aleksandr Mokin - Andrey Morev | - Vladimir Niederhaus - Eduard Sergienko - Samat Smakov - Igor Soloshenko - Murat Suyumagambetov - Arsen Tlekhugov - Murat Tleshev - Pavel Yevteyev - Maksim Zhalmagambetov - Igor Aksyonov - Vladimir Beschastnykh - Viktor Bulatov - Yuri Drozdov - Sergei Filippenkov - Konstantin Golovskoy - Sergei Grishin - Alexei Kosolapov - Yevgeni Plotnikov - Mikhail Valeryevich Shishkin - Aleksandr Suchkov - Oleg Veretennikov - Artyom Voronkin | - Boris Vostrosablin - Roman Monaryov - Maksim Yermak - Pavel Byahanski - Vital Lanko - Emil Kenzhesariev - Pavel Bugalo - Vladimir Bairamov - Ilgar Abdurakhmanov - Vaso Sepashvili - Eduard Grosu - Nilton Pereira Mendes - Ratinho - Aleksandar Komadina - Tani Stafsula |